# 냠오서링 나랑벌드
냠오서링 나랑벌드(몽골어: Ням-Осорын Наранболд, 1992년 1월 22일)는 몽골의 축구 선수로 현재 투프 부가누드에서 공격수로 활동하고 있으며 국제 A매치에서 8골을 넣으며 몽골 대표팀 A매치 최다 득점 기록을 보유하고 있다.

## 선수 경력

### 클럽
2008년 코롬콘 FC에서 선수 생활을 시작했으며 2016년 AFC컵 예선 라운드에서 파키스탄의 카라치 일렉트릭과 부탄의 드룩 유나이티드를 상대로 2경기에 출전했지만 팀은 1무 1패(VS 카라치 0-2 패, VS 드룩 0-0 무)로 예선 탈락의 고배를 마셨다.
그래도 몽골 내셔널 프리미어리그 2014 시즌에서 생애 첫 우승컵을 들어올렸고 처음 데뷔한 2008 시즌과 2012 시즌에서는 준우승도 경험했으며 또한 2015 시즌에서는 23골로 리그 득점왕에 오르면서 코롬콘이 정규 시즌 4위를 차지하는데 혁혁한 공을 세웠고 몽골컵에서도 우승(2012)과 준우승(2013)을 1번씩 경험했다.
그리고 애슬레틱 220으로 이적 후 첫 해인 2017 시즌에서도 무려 17골을 터뜨리며 2015 시즌에 이어 생애 2번째 리그 득점왕에 오르는 기염을 토하면서 소속팀인 애슬레틱 220의 정규 시즌 3위를 이끌었고 2018년 몽골컵에도 출전하여 울란바토르 시티와의 결승전에서 결승골을 터뜨리면서 팀에 컵대회 우승 트로피를 안겼다.
그 후 2020 시즌에서도 리그 29골로 득점왕 타이틀을 거머쥐며 팀에 리그 첫 우승 트로피를 선물했고 차기 시즌인 2021 시즌에서도 리그 2연속 우승을 맛보며 전성기를 구가한 뒤 2022 시즌을 앞두고 투프 부가누드로 이적했다.

### 국가대표팀
2014년 7월 23일 괌과의 2015년 EAFF 동아시안컵 1라운드 2차전에서 국제 A매치 데뷔전을 치렀으며 2016년 7월 4일 북마리아나 제도와의 2017년 EAFF E-1 풋볼 챔피언십 1라운드 최종전에서 몽골 대표팀 데뷔골을 터뜨려 팀의 8-0 대승에 일조했다.
이후 2016년 AFC 솔리대리티컵에도 출전하여 스리랑카와의 B조 조별리그 2차전에서 페널티킥으로만 2골을 뽑아내면서 2-0 완승을 이끌었고 2016년 AFC 솔리대리티컵 준우승팀인 마카오와의 2019년 EAFF E-1 풋볼 챔피언십 1라운드 1차전에서도 득점을 기록하며 4-1 완승과 함께 사상 첫 동아시안컵 2라운드 진출에 일조했으며 북한과의 2라운드 1차전에서도 득점을 기록했다.
그리고 대만과 라오스와의 친선 경기에서도 각각 1골씩 뽑아냈으며 2016년 AFC 솔리대리티컵 4위팀인 브루나이와의 2022년 FIFA 월드컵 아시아 지역 1차 예선 1차전에서도 득점을 기록하며 몽골의 사상 첫 2차 예선 진출에 기여했다.

## 수상 내역

### 클럽

#### 코롬콘 FC
- 몽골 내셔널 프리미어리그 : 우승 (2014), 준우승 (2008, 2012)
- 몽골컵 : 우승 (2012), 준우승 (2013)

#### 애슬레틱 220
- 몽골 내셔널 프리미어리그 : 우승 (2020, 2021), 3위 (2017)
- 몽골컵 : 우승 (2018), 4강 (2019)

### 개인
- 몽골 내셔널 프리미어리그 득점왕 : 2015, 2017, 2020